# Rustam Orudžov
Rustam Orudžov (* 4. října 1991 Irkutsk, Sovětský svaz) je ázerbájdžánský zápasník–judista, stříbrný olympijský medailista z roku 2016.

## Sportovní kariéra
Vyrůstal v Irkutsku kde v 8 letech začal navštěvovat sambistický oddíl. Od 15 let žije v Baku, kde se připravuje v klubu Attila pod vedením Fərhada Məmmədova. Mezi seniory se pohybuje od roku 2011 v lehké váze. V roce 2012 dosáhl na evropskou kvalifikační kvótu pro účast na olympijských hrách v Londýně. V úvodním kole se trápil s Jihoafričanem Gideon van Zylem. Ve druhé minutě prohrával na wazari technikou hane-goši, ale svým charakteristickým náporem dokázal soupeře v poslední minutě zlomit a zvítězit na ippon. V dalším kole se utkal s Mansurem Isajevem z Ruska, kterému podlehl na wazari technikou tani-otoši. Od roku 2015 pronikl mezi absolutní špičku lehké váhy, ale na domácích Evropských hrách v Baku zaplatil tvrdou daň zraněním pravého lokte v zápase s Jaromírem Ježkem.
V roce 2016 startoval na olympijských hrách v Riu jako druhý nasazený. V úvodním kole si v boji o úchop poradil s mladým Kazachem Didarem Khamzou a v dalším kole bez větších potíží porazil judistu z Austrálie nasazením submise. Ve čtvrtfinále porazil na wazari Maďara Miklóse Ungváriho kontrachvatem. V semifinále si poradil pasivním judem s nebezpečným Izraelcem Sagi Mukim a ve finále se utkal s Japoncem Šóheiem Ónem. Od úvodu na svého soupeře nestačil a po minutě boje prohrával na wazari po technice uči-mata. Za další minutu zápas skončil potom co neustál Ónoho techniku ko-uči-gake na ippon. Získal stříbrnou olympijskou medaili.

### Vítězství
- 2012 - 1x světový pohár (Baku)
- 2013 - 1x světový pohár (Baku)
- 2015 - 3x světový pohár (Tbilis, Samsun, Baku)
- 2016 - 1x světový pohár (Havana)

## Výsledky
| Olympijské hry     |     |     | úč. |     |    |     | 2. |    |     |    |  |  |  |  |  |  |  |  |  |  |  |  |  |  |
| Mistrovství světa  | —   | —   |     | úč. | 7. | —   |    | 2. | úč. |    |  |  |  |  |  |  |  |  |  |  |  |  |  |  |
| Evropské hry       |     |     |     |     |    | úč. |    |    |     | 2. |  |  |  |  |  |  |  |  |  |  |  |  |  |  |
| Mistrovství Evropy | —   | —   | úč. | —   | 5. | úč. | 1. | 3. | úč. | 2. |  |  |  |  |  |  |  |  |  |  |  |  |  |  |
| ME do 23 let       | —   | úč. | —   | —   |    |     |    |    |     |    |  |  |  |  |  |  |  |  |  |  |  |  |  |  |
| MS juniorů         | úč. |     |     |     |    |     |    |    |     |    |  |  |  |  |  |  |  |  |  |  |  |  |  |  |
| ME juniorů         | úč. |     |     |     |    |     |    |    |     |    |  |  |  |  |  |  |  |  |  |  |  |  |  |  |